# Cyril Théréau
Cyril Théréau (Privas, 24 aprile 1983) è un ex calciatore francese, di ruolo attaccante.

## Caratteristiche tecniche
Giocatore molto eclettico in grado sia di fare la seconda punta sia la prima punta e di svariare su tutto il fronte d'attacco, aveva un buon dribbling abbinato a un'ottima visione di gioco e un discreto fiuto del gol che lo rendevano in grado sia di provare la soluzione personale sia di lanciare a rete un compagno, permettendo alla squadra di andare in superiorità numerica, ripiegando poi in modo efficace verso la propria metà campo.

## Carriera

### Club

#### Gli inizi in Francia
Théréau è cresciuto calcisticamente nel Laragne, nel 2003 passa all'US Orléans dove nei primi mesi della stagione 2003-2004 segna 12 reti in 10 presenze ed attira l'attenzione dell'Angers SCO, neopromosso in Ligue 2, che lo acquista nel gennaio 2004. La squadra ritorna a fine stagione in National e Théréau si rende protagonista con 8 reti in 29 match.

#### Tra Belgio e Romania
Alla scadenza del contratto con l'Angers SCO nell'estate 2006 viene ingaggiato dai belgi del Charleroi, su consiglio di Patrick Remy, allenatore del Guingamp al presidente Abbas Bayat. Dopo 6 reti nella ritiro precampionato, Théréau segna 3 gol nelle prime 4 partite di Jupiler League, conquistando la momentanea vetta della classifica marcatori.
Gli osservatori della Steaua Bucarest, visionando il match dello Standard Liegi, prossimo avversario in Champions League, contro lo Charleroi, restano impressionati dalle prestazioni di Fabien Camus e Cyril Théréau, che segna il gol vittoria del 2-1: mentre il primo rifiuta l'offerta dei rumeni, considerata troppo rischiosa, il secondo accetta e passa alla Steaua Bucarest per la stagione 2006-2007. Lo Charleroi riceve un milione di euro. Alla Steaua Bucarest gioca in Champions League e segna 10 reti in 17 presenze in campionato, risultando il secondo miglior cannoniere della sua squadra e segnando una tripletta nella vittoria per 6-0 contro il Naţional Bucarest.
Il 26 giugno 2007 annuncia la firma con l'Anderlecht, tornando così dopo una sola stagione nel campionato belga. Nella prima parte di stagione gioca solo 11 partite, di cui 4 da titolare, segnando una sola rete.
A gennaio 2008 viene ceduto in prestito allo Charleroi, dove conclude la stagione con 5 reti in 15 presenze. Nonostante la fine del prestito, Théréau esprime la volontà di restare a Charleroi: l'Anderlecht vende ai bianconeri il giocatore, che firma un contratto di tre anni. Tra le clausole del trasferimento, l'obbligo dello Charleroi di versare nelle casse dell'Anderlecht metà della somma guadagnata dalla vendita futura del giocatore. Nei due anni di permanenza a Charleroi segna 17 reti in 63 presenze e si classifica decimo nella graduatoria dei capocannonieri della Jupiler League 2009-2010. A fine stagione riceve la Zebra d'oro, riconoscimento del club bianconero di Charleroi per il 13 gol in stagione.

#### Chievo
Il 24 agosto 2010 viene ufficializzato il suo arrivo in Italia al Chievo per poco meno di 1 milione di euro. Il suo primo gol in gialloblù lo segna il 24 ottobre 2010 nella vittoria interna 2-1 contro il Cesena, dove mette a segno la rete della vittoria durante i minuti di recupero. La prima stagione in Italia non è molto fortunata, con 2 soli gol in 23 presenze, ma gli vale la riconferma per la stagione successiva.
In questa stagione viene impiegato più volte come titolare, ma è a partire dal gennaio 2012, quando l'allenatore Domenico Di Carlo lo schiera dietro le punte, che Théréau diventa protagonista nel Chievo, segnando complessivamente 6 reti in campionato (di cui 3 in 4 partite tra gennaio e febbraio). Suo è anche il gol allo scadere contro l'Udinese, che regala ai clivensi la qualificazione ai quarti di finale di Coppa Italia.
La stagione seguente viene confermato l'allenatore Di Carlo alla guida del Chievo, e quindi l'attaccante francese ha nuovamente la possibilità di dimostrare il proprio valore. La squadra passa un momento difficile in concomitanza con il cambio di allenatore tra la sesta e la settima giornata d'andata. Il nuovo mister Eugenio Corini vede comunque in Théréau una delle pedine fondamentali del suo scacchiere per raggiungere la salvezza. L'attaccante viene sempre utilizzato, servendo assist preziosi ai suoi compagni e realizzando 11 reti, tra le quali la rete della vittoria al 90º nell'1-0 in trasferta contro la Roma e la doppietta nella trasferta a Bergamo contro l'Atalanta, terminata 2-2. Théréau termina la stagione con 36 presenze in campionato e 11 reti.
Dopo un'ulteriore stagione con la maglia del Chievo, conclude l'esperienza in gialloblu con un totale di 26 reti, che lo fanno diventare il miglior marcatore straniero nella storia della squadra veronese.

#### Udinese
Il 24 giugno 2014 l'Udinese comunica di aver comprato il suo cartellino per 2 milioni di euro. Segna il primo goal stagionale il 24 agosto 2014 nella partita vinta 5 a 1 contro la Ternana, trasformando il calcio di rigore. La sua prima rete in campionato arriva il 25 settembre 2014, nella partita vinta per 1 a 0 contro la Lazio.
Durante il campionato 2015/2016 totalizza 36 presenze in campionato accompagnate da 11 reti, spesso da subentrato, che lo rendono sia un punto di riferimento per l'Udinese sia un temibile avversario, soprattutto per le big, contro le quali segna gran parte dei suoi gol.
Nella stagione seguente, complice un'iniziale squalifica di 2 turni rimediata nel campionato passato, rimane a secco per le prime giornate sotto Iachini; dopo il cambio di allenatore e l'entrata di Luigi Delneri, mette a segno 8 gol in 15 gare.
Il 19 marzo 2017 segna la rete del momentaneo 1-1 nel successo interno per 4-1 contro il Palermo, eguagliando il proprio record di 11 gol segnati in Serie A in una stagione delle annate 2012-13 e 2015-16.

#### Fiorentina, Cagliari e ritiro
Dopo aver segnato già due gol in campionato con la maglia dell'Udinese, il 31 agosto 2017 passa a titolo definitivo alla Fiorentina per 2 milioni di euro. Esordisce il 10 settembre 2017 siglando un rigore nella vittoria esterna per 5-0 sul Verona. Il 15 ottobre 2017 sigla una doppietta proprio contro l'Udinese nella vittoria per 2-1. In tutto saranno 5 i gol segnati in 20 partite di campionato. La stagione seguente gioca solo 2 partite in Serie A e così 31 gennaio 2019 passa in prestito al Cagliari. Il 4 febbraio debutta con i sardi in occasione della gara casalinga con l'Atalanta (0-1), subentrando al 64' a Luca Cigarini A fine stagione non viene riscattato dal Cagliari e fa ritorno alla Fiorentina dove però rimane fuori rosa per tutta la stagione 2019-2020. Il 1º luglio seguente alla scadenza naturale del contratto si svincola dalla società viola.
Il 1º luglio 2020, il giocatore si ritira ufficialmente dal calcio giocato.

## Statistiche

### Presenze e reti nei club
| Stagione          | Squadra           | Campionato        | Campionato | Campionato | Coppe nazionali | Coppe nazionali | Coppe nazionali | Coppe continentali | Coppe continentali | Coppe continentali | Altre coppe | Altre coppe | Altre coppe | Totale | Totale |
| Stagione          | Squadra           | Comp              | Pres       | Reti       | Comp            | Pres            | Reti            | Comp               | Pres               | Reti               | Comp        | Pres        | Reti        | Pres   | Reti   |
| ----------------- | ----------------- | ----------------- | ---------- | ---------- | --------------- | --------------- | --------------- | ------------------ | ------------------ | ------------------ | ----------- | ----------- | ----------- | ------ | ------ |
| 2003-2004         | Orléans           | CN2               | 10         | 12         | -               | -               | -               | -                  | -                  | -                  | -           | -           | -           | 10     | 12     |
| 2004-2005         | Angers            | L2                | 17         | 3          | CF+CdL          | 2+0             | 1+0             | -                  | -                  | -                  | -           | -           | -           | 19     | 4      |
| 2005-2006         | Angers            | CN                | 29         | 8          | CF+CdL          | 1+1             | 1+1             | -                  | -                  | -                  | -           | -           | -           | 31     | 10     |
| Totale Angers     | Totale Angers     | Totale Angers     | 46         | 11         |                 | 4               | 3               |                    | -                  | -                  |             | -           | -           | 50     | 14     |
| ago.2006          | Charleroi         | JL                | 4          | 3          | CB              | 0               | 0               | -                  | -                  | -                  | -           | -           | -           | 4      | 3      |
| 2006-2007         | Steaua Bucarest   | Liga I            | 17         | 10         | CR              | 1               | 0               | UCL+CU             | 6+1                | 0                  | -           | -           | -           | 25     | 10     |
| 2007-gen.2008     | Anderlecht        | JL                | 11         | 1          | CB              | 0               | 0               | UCL+CU             | 1+3                | 0+1                | SB          | 1           | 0           | 16     | 2      |
| gen.-giu.2008     | Charleroi         | JL                | 15         | 5          | CB              | 0               | 0               | -                  | -                  | -                  | -           | -           | -           | 15     | 5      |
| 2008-2009         | Charleroi         | JL                | 30         | 4          | CB              | 1               | 0               | -                  | -                  | -                  | -           | -           | -           | 31     | 4      |
| 2009-2010         | Charleroi         | JL                | 33         | 13         | CB              | 2               | 0               | -                  | -                  | -                  | -           | -           | -           | 35     | 13     |
| lug.-ago. 2010    | Charleroi         | JL                | 3          | 0          | CB              | 0               | 0               | -                  | -                  | -                  | -           | -           | -           | 3      | 0      |
| Totale Charleroi  | Totale Charleroi  | Totale Charleroi  | 85         | 25         |                 | 3               | 0               |                    | -                  | -                  |             | -           | -           | 88     | 25     |
| 2010-2011         | Chievo            | A                 | 23         | 2          | CI              | 0               | 0               | -                  | -                  | -                  | -           | -           | -           | 23     | 2      |
| 2011-2012         | Chievo            | A                 | 32         | 6          | CI              | 2               | 1               | -                  | -                  | -                  | -           | -           | -           | 34     | 7      |
| 2012-2013         | Chievo            | A                 | 37         | 11         | CI              | 1               | 2               | -                  | -                  | -                  | -           | -           | -           | 38     | 13     |
| 2013-2014         | Chievo            | A                 | 32         | 7          | CI              | 2               | 1               | -                  | -                  | -                  | -           | -           | -           | 34     | 8      |
| Totale Chievo     | Totale Chievo     | Totale Chievo     | 124        | 26         |                 | 5               | 4               |                    | -                  | -                  |             | -           | -           | 129    | 30     |
| 2014-2015         | Udinese           | A                 | 37         | 10         | CI              | 3               | 3               | -                  | -                  | -                  | -           | -           | -           | 40     | 13     |
| 2015-2016         | Udinese           | A                 | 36         | 11         | CI              | 1               | 1               | -                  | -                  | -                  | -           | -           | -           | 37     | 12     |
| 2016-2017         | Udinese           | A                 | 33         | 12         | CI              | 0               | 0               | -                  | -                  | -                  | -           | -           | -           | 33     | 12     |
| ago. 2017         | Udinese           | A                 | 2          | 2          | CI              | 1               | 1               | -                  | -                  | -                  | -           | -           | -           | 3      | 3      |
| Totale Udinese    | Totale Udinese    | Totale Udinese    | 108        | 35         |                 | 6               | 6               |                    | -                  | -                  |             | -           | -           | 114    | 41     |
| 2017-2018         | Fiorentina        | A                 | 20         | 5          | CI              | 0               | 0               | -                  | -                  | -                  | -           | -           | -           | 20     | 5      |
| 2018-gen. 2019    | Fiorentina        | A                 | 2          | 0          | CI              | 0               | 0               | -                  | -                  | -                  | -           | -           | -           | 2      | 0      |
| gen.-giu. 2019    | Cagliari          | A                 | 5          | 0          | CI              | -               | -               | -                  | -                  | -                  | -           | -           | -           | 5      | 0      |
| 2019-2020         | Fiorentina        | A                 | 0          | 0          | CI              | 0               | 0               | -                  | -                  | -                  |             | -           | -           | 0      | 0      |
| Totale Fiorentina | Totale Fiorentina | Totale Fiorentina | 22         | 5          |                 | 0               | 0               |                    | -                  | -                  |             | -           | -           | 22     | 5      |
| Totale carriera   | Totale carriera   | Totale carriera   | 427        | 125        |                 | 19              | 13              |                    | 11                 | 1                  |             | 1           | 0           | 458    | 139    |